# Inglewood (Kalifornia)
Inglewood – miasto w Stanach Zjednoczonych, w stanie Kalifornia, w hrabstwie Los Angeles w obszarze metropolitalnym Los Angeles. Liczba mieszkańców: 109 673 (2010).
Od zachodu sąsiaduje z portem lotniczym Los Angeles (LAX) i dzielnicą Westchester, od południa z osadą (Census-designated place) Lennox i miastem Hawthorne, od północy z dzielnicą Hyde Park, od wschodu z dzielnicami Manchester Square i Gramercy Park.
Miasto założone na terenie dawnego rancza Rancho Aguaje de la Centinela.
W mieście rozwinął się przemysł lotniczy, maszynowy oraz chemiczny.